# Nîmes Métropole

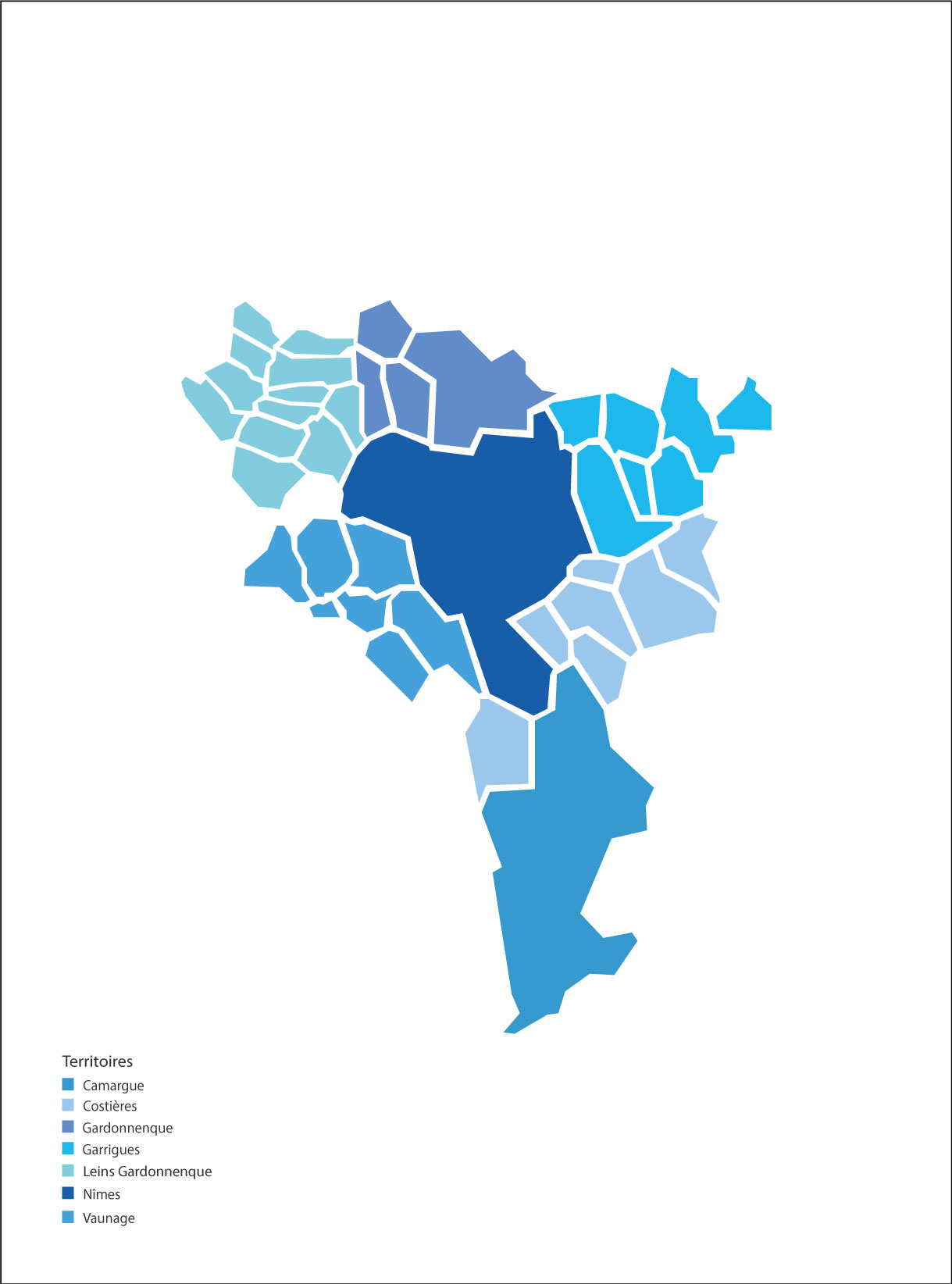
Retrouvez les 7 territoires de Nîmes Métropole

Nîmes Métropole est une communauté d'agglomération française, située dans le département du Gard et la région Occitanie. Elle regroupe la commune de Nîmes et les communes environnantes.
Cette structure intercommunale ne constitue pas une métropole au sens de la réforme des collectivités territoriales françaises et de l'acte III de la décentralisation.

## Historique
La communauté d'agglomération Nîmes Métropole est créée le 26 décembre 2001 et comprend 23 communes.
Le 1er janvier 2009, les communes de Dions, Sainte-Anastasie, Saint-Chaptes et Sernhac rejoignent l'intercommunalité, portant à 27 le nombre de communes qui la composent.
Le 1er janvier 2017, douze communes de la communauté de communes de Leins Gardonnenque rejoignent la communauté d'agglomération, portant à 39 le nombre de communes membres.

### Identité visuelle

Ancien logo de Nîmes Métropole du 1er janvier 2002 au 31 décembre 2011.
Logo de Nîmes Métropole depuis le 1er janvier 2012.

## Territoire communautaire

### Composition
La communauté d'agglomération est composée des 39 communes suivantes :

| Nom                       | Code Insee | Gentilé          | Superficie (km2) | Population (dernière pop. légale) | Densité (hab./km2) |
| ------------------------- | ---------- | ---------------- | ---------------- | --------------------------------- | ------------------ |
| Nîmes (siège)             | 30189      | Nîmois           | 161,85           | 150 444 (2022)                    | 930                |
| Bernis                    | 30036      | Bernissois       | 12,8             | 3 341 (2022)                      | 261                |
| Bezouce                   | 30039      | Bezouçois        | 12,29            | 2 341 (2022)                      | 190                |
| Bouillargues              | 30047      | Bouillarguais    | 15,77            | 6 119 (2022)                      | 388                |
| Cabrières                 | 30057      | Cabriérois       | 14,76            | 1 781 (2022)                      | 121                |
| Caissargues               | 30060      | Caissarguais     | 8,02             | 4 077 (2022)                      | 508                |
| La Calmette               | 30061      | Calmettois       | 11,1             | 2 572 (2022)                      | 232                |
| Caveirac                  | 30075      | Caveiracois      | 15,2             | 4 328 (2022)                      | 285                |
| Clarensac                 | 30082      | Clarensacois     | 14,49            | 4 257 (2022)                      | 294                |
| Dions                     | 30102      | Dionsois         | 11,32            | 531 (2022)                        | 47                 |
| Domessargues              | 30104      | Domessarguois    | 7,32             | 750 (2022)                        | 102                |
| Fons                      | 30112      | Fonsois          | 9,28             | 1 734 (2022)                      | 187                |
| Gajan                     | 30122      | Gajanais         | 10,91            | 747 (2022)                        | 68                 |
| Garons                    | 30125      | Garonnais        | 12,28            | 5 244 (2022)                      | 427                |
| Générac                   | 30128      | Généracais       | 24,26            | 4 039 (2022)                      | 166                |
| Langlade                  | 30138      | Langladois       | 9                | 2 297 (2022)                      | 255                |
| Lédenon                   | 30145      | Lédenonois       | 19,44            | 1 676 (2022)                      | 86                 |
| Manduel                   | 30155      | Manduellois      | 26,46            | 7 087 (2022)                      | 268                |
| Marguerittes              | 30156      | Marguerittois    | 25,29            | 8 370 (2022)                      | 331                |
| Mauressargues             | 30163      | Mauressargois    | 5,85             | 177 (2022)                        | 30                 |
| Milhaud                   | 30169      | Milhaudois       | 18,25            | 6 142 (2022)                      | 337                |
| Montagnac                 | 30354      | Montagnacois     | 8,68             | 233 (2022)                        | 27                 |
| Montignargues             | 30180      | Montignargais    | 4,46             | 559 (2022)                        | 125                |
| Moulézan                  | 30183      | Moulézanais      | 11,39            | 640 (2022)                        | 56                 |
| Poulx                     | 30206      | Poulxois         | 11,9             | 4 265 (2022)                      | 358                |
| Redessan                  | 30211      | Redessanais      | 15,57            | 4 227 (2022)                      | 271                |
| Rodilhan                  | 30356      | Rodilhanais      | 4,69             | 2 810 (2022)                      | 599                |
| La Rouvière               | 30224      | Roviérois        | 7,9              | 664 (2022)                        | 84                 |
| Saint-Bauzély             | 30233      | Bauzélyens       | 5                | 681 (2022)                        | 136                |
| Saint-Chaptes             | 30241      | Saint-Chaptois   | 13,07            | 2 030 (2022)                      | 155                |
| Saint-Côme-et-Maruéjols   | 30245      | Saint-Cômois     | 13,01            | 797 (2022)                        | 61                 |
| Saint-Dionisy             | 30249      | Saint-Dionizyens | 3,42             | 1 071 (2022)                      | 313                |
| Saint-Geniès-de-Malgoirès | 30255      | Mediogozins      | 11,54            | 3 172 (2022)                      | 275                |
| Saint-Gervasy             | 30257      | Gervasiens       | 6,93             | 1 990 (2022)                      | 287                |
| Saint-Gilles              | 30258      | Saint-Gillois    | 153,73           | 14 427 (2022)                     | 94                 |
| Saint-Mamert-du-Gard      | 30281      | Saint-Mamertois  | 14,35            | 1 617 (2022)                      | 113                |
| Sainte-Anastasie          | 30228      | Anastasiens      | 43,64            | 1 744 (2022)                      | 40                 |
| Sauzet                    | 30313      | Sauzetiers       | 6,7              | 827 (2022)                        | 123                |
| Sernhac                   | 30317      | Sernhacois       | 8,93             | 1 816 (2022)                      | 203                |

### Démographie
| 1968    | 1975    | 1982    | 1990    | 1999    | 2010    | 2015    | 2021    |
| ------- | ------- | ------- | ------- | ------- | ------- | ------- | ------- |
| 157 991 | 170 501 | 182 352 | 203 337 | 217 970 | 243 601 | 256 592 | 258 750 |

## Administration

### Siège
Le siège de la communauté d'agglomération se situe 3 rue du Colisée à Nîmes.

### Conseil communautaire
En 2020, 105 conseillers communautaires siègent dans le conseil selon une répartition de droit commun.
| Nombre de délégués | Communes                   |
| ------------------ | -------------------------- |
| 52                 | Nîmes                      |
| 6                  | Saint-Gilles               |
| 4                  | Marguerittes               |
| 3                  | Bouillargues, Manduel      |
| 2                  | Clarensac, Milhaud, Garons |
| 1 (+ 1 suppléant)  | les autres communes        |

### Présidence

#### Liste des présidents
| Nom | Nom                | Parti | Début | Fin         | Fonctions                                           |
| --- | ------------------ | ----- | ----- | ----------- | --------------------------------------------------- |
|     | Jean-Paul Fournier | LR    | 2002  | 2014        | Maire de Nîmes                                      |
|     | Yvan Lachaud       | UDI   | 2014  | 2020        | Adjoint au maire puis conseiller municipal de Nîmes |
|     | Franck Proust      | LR    | 2020  | En fonction | 1er adjoint au Maire de Nîmes                       |

#### Directeur général des services
Le directeur général des services (DGS) est le plus haut fonctionnaire au sein de l'agglomération.

### Régime fiscal et budget
Le régime fiscal de la communauté d'agglomération est la fiscalité professionnelle unique (FPU).